# Mario De Bartoli
Mario De Bortoli (Trieste, 1º febbraio 1912 – ...) è stato un calciatore italiano, di ruolo centrocampista.

## Caratteristiche tecniche
Nella Triestina venne impiegato sia come mediano che come terzino; in entrambi i ruoli si dedicava principalmente alla fase difensiva.

## Carriera
Vestì la divisa alabardata per 9 volte nel campionato di Serie A, nell'arco di due stagioni, precisamente tra gennaio e dicembre del 1932.
In seguito ha giocato in Serie B nel Catania ed in Serie C nella Ponziana.

## Palmarès

### Club

#### Competizioni nazionali
- Serie C: 2

Catania: 1938-1939, 1942-1943